# Mecynargus foveatus
Mecynargus foveatus är en spindelart som först beskrevs av Dahl 1912.  Mecynargus foveatus ingår i släktet Mecynargus och familjen täckvävarspindlar. Enligt den finländska rödlistan är arten nära hotad i Finland. Artens livsmiljö är tallmyrar. Inga underarter finns listade i Catalogue of Life.